# Edda Ahrberg
Edda Ahrberg (geboren 1954 in Emmerich am Rhein) ist eine deutsche evangelische Theologin und Autorin. Sie war Landesbeauftragte für die Unterlagen des Staatssicherheitsdienstes in Sachsen-Anhalt.

## Leben
Sie wuchs in Aschersleben auf, studierte Theologie an der Martin-Luther-Universität Halle (Saale) und war bis Ende 1989 Katechetin in Magdeburg.
Ab 1990 war sie Mitglied des Bürgerkomitees zur Auflösung des Ministeriums für Staatssicherheit in Magdeburg. Im Folgejahr arbeitete sie in der Bezirksverwaltungsbehörde Magdeburg im Bereich Verfolgte des Nationalsozialismus. Von 1992 bis 1994 engagierte sie sich für den Aufbau eines Dokumentationszentrums in der ehemaligen Stasi-Untersuchungshaftanstalt Magdeburg, der jetzigen Gedenkstätte Moritzplatz Magdeburg. Von 1994 bis 2005 war sie Landesbeauftragte für die Unterlagen des Staatssicherheitsdienstes der ehemaligen DDR in Sachsen-Anhalt.
Seit 2006 arbeitet Edda Ahrberg freiberuflich im Bereich historische Forschung und politische Bildung und ist ehrenamtlich für Verfolgtenverbände tätig. Sie ist Mitglied des Stiftungsrates der Stiftung Gedenkstätten Sachsen-Anhalt und Vorsitzende des Stiftungsbeirats für die Gedenk- und Erinnerungsarbeit für die Zeiten der sowjetischen Besatzung und der SED-Diktatur (1945–1989). Als langjähriges Mitglied von Bündnis 90/Die Grünen sitzt sie im Kreistag Stendal und engagiert sich in der Lokalpolitik. Sie lebt im Ortsteil Cobbel von Tangerhütte.

## Veröffentlichungen (Auswahl)
- Mit Frank Drauschke, Andreas Weigelt: Abgeholt, verschwunden, hingerichtet: Politische Verfolgung in Sachsen-Anhalt 1945 bis 1953. Hrsg. Birgit Neumann-Becker, Mitteldeutscher Verlag, Halle 2022, ISBN 978-3-96311-463-2
- „ … daß die Methode der Kollektivierung schreiendes Unrecht gewesen ist“: Folker Hachtmann, Pastor und Chronist in einem mecklenburgischen Dorf in der DDR. Die Landesbeauftragte für Mecklenburg-Vorpommern für die Aufarbeitung der SED-Diktatur, Schwerin 2019, ISBN 978-3-933255-57-0
- Mit Anne Drescher (Hrsg.): „...bitte ich um Begnadigung ...“: der Arzt Johannes Hecker (1902–1946). Die Landesbeauftragte für Mecklenburg-Vorpommern für die Unterlagen des Staatssicherheitsdienstes der ehemaligen DDR, Schwerin 2017, ISBN 978-3-933255-51-8
- Zum Staatsfeind erkoren: Joachim Marckstadt im Visier der DDR-Sicherheitsbehörden. Hrsg. von der Vereinigung der Opfer des Stalinismus e.V., Gemeinschaft von Verfolgten und Gegnern des Kommunismus, Landesgruppe Sachsen-Anhalt, Magdeburg 2012
- Erika Drees, geborene von Winterfeld: ein politischer Lebensweg 1935 bis 2009. Zeit-Geschichte(n) e.V. – Verein für erlebte Geschichte, Hasenverlag, Halle (Saale) 2011, ISBN 978-3-939468-67-7[8]
- In zwei Diktaturen: eine Familie zwischen Anpassung und Selbstbehauptung. Hrsg. Der Landesbeauftragte für Mecklenburg-Vorpommern für die Unterlagen des Staatssicherheitsdienstes der ehemaligen DDR. In Zusammenarbeit mit der Gesellschaft für Regional- und Zeitgeschichte e.V., Schwerin, Schwerin 2008, ISBN 978-3-933255-24-2
- Mit Alexander Fuhrmann, Jutta Preiß: Das Zuchthaus Coswig (Anhalt). Landesbeauftragte für die Unterlagen des Staatssicherheitsdienstes der Ehemaligen Deutschen Demokratischen Republik, Magdeburg 2007
- Mit Dorothea Harder: Abgeholt und verschwunden. Vereinigung der Opfer des Stalinismus - Magdeburg: Landesbeauftragte für die Unterlagen des Staatssicherheitsdienstes der Ehemaligen Deutschen Demokratischen Republik, 4 Teile, Magdeburg 2009–2011
- Die Toten des Volksaufstandes vom 17. Juni 1953. Hrsg. von Edda Ahrberg ... und der Stiftung zur Aufarbeitung der SED-Diktatur, Lit, Münster 2004, ISBN 978-3-8258-7839-9
- Mit Hans-Joachim Plötze: "... mal gibt es kein Brot am Nachmittag, mal kein Schnittkäse, mal kein Quark ...": die Versorgung der Bevölkerung 1989 im Bezirk Halle mit Waren täglichen Bedarfs. Landesbeauftragte für die Unterlagen des Staatssicherheitsdienstes der Ehemaligen DDR Sachsen-Anhalt, Magdeburg 2000
- Mit gestutzten Flügeln: Jugend in der DDR. Materialband, Landesbeauftragte für die Unterlagen des Staatssicherheitsdienstes der Ehemaligen DDR Sachsen-Anhalt, Magdeburg 1996